# Positano
Positano é uma comuna da província de Salerno, na região da Campânia, na Itália. Possui cerca de 3 862 habitantes. Estende-se por uma área de 8 quilómetros quadrados, tendo uma densidade populacional de 483 habitantes por quilômetro quadrado. Faz fronteira com as comunas de Agerola (NA), Pimonte (NA), Praiano e Vico Equense (NA).
Pertence à rede das Cidades Cittaslow.
A cidade é famosa pela sua bebida típica, o limoncello.

## História
Durante a Idade Média, Positano foi um porto pertencente à república de Amalfi. A cidade prosperou nos séculos XVI e XVII, porém entrou em decadência em meados do século XIX, quando mais da metade da população emigrou, principalmente para a América. Durante a primeira metade do século XIX, Positano foi uma pequena vila de pescadores. A partir dos anos 1950, porém, a cidade começou a atrair turistas, especialmente depois que o escritor estadunidense John Steinbeck publicou um ensaio sobre a cidade na revista Harper's Bazaar em maio de 1953.
Os músicos Keith Richards e Mick Jagger compuseram a música Midnight Rambler (1969) durante uma estadia de férias na cidade. O diretor e produtor de cinema Franco Zeffirelli (1923) manteve, durante 35 anos, uma residência na cidade que se converteu em ponto de encontro de artistas, a Villa Treville, que, hoje, é um hotel. A cidade foi cenário de muitos filmes, como Only You (1994), Under the Tuscan Sun (2003) e Kath & Kinderella (2012).

## Demografia
| Variação demográfica do município entre 1861 e 2011                               |
|                                                                                   |
| Fonte: Istituto Nazionale di Statistica (ISTAT) - Elaboração gráfica da Wikipedia |